# Театральные имена
«Театральные имена» (первоначальное название — «Корифеи русской сцены»; затем — «Корифеи русской и зарубежной сцены») — популярная книжная серия, выпускавшаяся издательством «Искусство» в Москве и его отделением в Ленинграде в 1960—1980-е годы. Книги серии содержали очерки жизни и творчества как известных театральных актёров, так и давно забытых, которые, однако, были значимым явлением для своего времени.

## Книги серии

### «Корифеи русской сцены»
1963
- Куликова К. Ф. Кинжал Мельпомены: Рассказ о жизни Фёдора Волкова [1729—1763]. — М.; Л.: Искусство, 1963. — 172 с. — (Корифеи русской сцены).

1964
- Красовская В. М. Анна Павлова. — Л.: Искусство, 1964. — 220 с. — (Корифеи русской сцены). — 70 000 экз.

1965
- Крыжицкий Г. К. Мамонт Дальский. — Л.: Искусство, 1965. — 192 с. — (Корифеи русской сцены). — 35 000 экз.

- Маринчик П. Ф. Недопетая песня: Необычайная жизнь П. И. Жемчуговой. — Л.: М.: Искусство, 1965. — 148 с. — (Корифеи русской сцены).

### «Корифеи русской и зарубежной сцены»
1967
- Рыкова Н. Я. Адриенна Лекуврер. — Л.: Искусство, 1967. — 196 с. — (Корифеи русской и зарубежной сцены). — 35 000 экз.

1968
- Клинчин А. П. Повесть о забытой актрисе: Жизнь и творчество Любови Млотковской. — Л.: Искусство, 1968. — 247 с. — (Корифеи русской и зарубежной сцены). — 30 000 экз.

1969
- Ступников И. В. Дэвид Гаррик. — Л.: Искусство, 1969. — 230 с. — (Корифеи русской и зарубежной сцены). — 25 000 экз.

1970
- Крыжицкий Г. К. Стрельская. — Л.: Искусство, 1970. — 148 с. — (Корифеи русской и зарубежной сцены). — 30 000 экз.
- Яголим Б. С. Комета дивной красоты: Жизнь и творчество Евлалии Кадминой. — Л.: Искусство, 1970. — 164 с. — (Корифеи русской и зарубежной сцены). — 25 000 экз.

1971
- Нельс С. М. Андреев-Бурлак. — Л.: Искусство, 1971. — 288 с. — (Корифеи русской и зарубежной сцены). — 35 000 экз.
- Эльяш Н. И. Авдотья Истомина. — Л.: Искусство, 1970. — 192 с. — (Корифеи русской и зарубежной сцены). — 50 000 экз.

1972
- Альтшуллер А. Я. Юлия Линская. — Л.: Искусство, 1972. — 152 с. — (Корифеи русской и зарубежной сцены). — 30 000 экз.
- Мордисон Г. З. Жизнь актёра Павла Васильева. — Л.: Искусство, 1972. — 200 с. — (Корифеи русской и зарубежной сцены). — 30 000 экз.

1973
- Золотницкая Т. Д. Фанни Снеткова. — Л.: Искусство, 1973. — 152 с. — (Корифеи русской и зарубежной сцены). — 30 000 экз.

1974
- Алянский Ю. Л. Варвара Асенкова. — Л.: Искусство, 1974. — 208 с. — (Корифеи русской и зарубежной сцены). — 30 000 экз.

### «Театральные имена»
1976
- Альтшуллер А. Я. Павел Свободин. — Л.: Искусство, 1976. — 176 с. — (Театральные имена). — 25 000 экз.
- Ступников И. В. Энн Олдфилд / Оформл. худож. Э. Э. Ринчино. — М.: Искусство, 1976. — 224, с. — (Театральные имена). — 25 000 экз.

1977
- Витензон Р. А. Модест Писарев. — Л.: Искусство, 1977. — 208 с. — (Театральные имена). — 25 000 экз.

1978
- Каменир Т. Е. Гана Квапилова. — Л.: Искусство, 1978. — 182 с. — (Театральные имена). — 25 000 экз.

1979
- Слонова Н. И. Лешковская. — Л.: Искусство, 1979. — 272 с. — (Театральные имена). — 25 000 экз.

1980
- Путинцева Т. А. Елена Полевицкая. — Л.: Искусство, 1980. — 322 с. — (Театральные имена). — 25 000 экз.

1982
- Миронова В. М. Джозеф Джефферсон. — Л.: Искусство, 1982. — 136 с. — (Театральные имена). — 25 000 экз.

1983
- Мочалова Л. Г. Генри Ирвинг. — Л.: Искусство, 1983. — 208 с. — (Театральные имена). — 25 000 экз.

1985
- Витензон Р. А. Анна Бренко. — Л.: Искусство, 1985. — 208 с. — (Театральные имена). — 25 000 экз.

1988
- Дмитриев Ю. А. Василий Живокини. — Л.: Искусство, 1988. — 145 с. — (Театральные имена). — 15 000 экз.